# Kádár Béla (közgazdász)
Kádár Béla (Pécs, 1934. március 21. – ) Széchenyi-díjas magyar közgazdász, politikus, a Magyar Tudományos Akadémia rendes tagja. A nemzetközi munkamegosztás és az iparfejlődés kérdéseinek neves kutatója. 1990 és 1994 között a nemzetközi gazdasági kapcsolatok minisztere, 1994 és 1998 között országgyűlési képviselő. 1999 és 2002 között a Magyar Nemzeti Bank Jegybanktanácsának, 2002 és 2008 között Monetáris Tanácsának tagja. 2002 és 2008 között a Magyar Közgazdasági Társaság elnöke.

## Életpályája
1952-ben érettségizett a pécsi Nagy Lajos Gimnáziumban, majd felvették a Marx Károly Közgazdaságtudományi Egyetem pénzügy szakára, ahol 1956-ban szerzett közgazdász diplomát. Emellett vendéghallgató volt az Eötvös Loránd Tudományegyetem történelem és spanyol szakán.
Diplomájának megszerzése után a Magyar Nemzeti Bank tanulmányi osztályán kapott előadói állást, majd 1958 és 1960 között az Elektroimpex Külkereskedelmi Vállalatnál dolgozott hasonló beosztásban. 1960-ban a Magyar Kereskedelmi Kamara csoportvezetőjévé nevezték ki. 1963-ban a Konjunktúra- és Piackutató Intézet (Kopint) fejlődő országokat kutató részlegének vezetője lett. Két évvel később a Magyar Tudományos Akadémia Afroázsiai Kutatóközpontjához került. 1972-ben az MTA Világgazdasági Kutatóintézete fejlett tőkésországok osztályának vezetőjévé nevezték ki, ahol tudományos munkájának jelentős részét fejtette ki. 1988-ban távozott a kutatóintézetből, amikor az Országos Tervhivatal Tervgazdasági Intézete igazgatójává nevezték ki, tisztségét a hivatal 1990-es megszűntéig töltötte be.
1967 és 1968 között a Harvard Egyetemen volt Ford-ösztöndíjas. Emellett tanított az Eötvös Loránd Tudományegyetemen (spanyol leíró nyelvtan és latin-amerikai történelem, 1957–1965), a Santiagói de Chile-i Egyetemen (1970) és a limai San Marcos Egyetemen (1971–1972).
1970-ben védte meg a közgazdaság-tudományok kandidátusi, 1980-ban akadémiai doktori értekezését. Az MTA Közgazdaságtudományi Bizottságának lett tagja, később a Nemzetközi Gazdasági és Fejlődéstani Bizottságban, a Doktori Tanácsban és az Anyanyelvünk Európában Elnöki Bizottságban is dolgozott. 2001-ben megválasztották a Magyar Tudományos Akadémia levelező, 2007-ben rendes tagjává.

### Közéleti pályafutása
1990-ben, az első szabad országgyűlési választás után alakult Antall-kormányban megbízták az újonnan alakult Nemzetközi Gazdasági Kapcsolatok Minisztériumának vezetésével, amely tisztséget a Boross-kormány alatt is betöltött. Ilyen minőségében Magyarország utolsó KGST-képviselője volt 1990 és 1991 között. 1991 és 1994 között a kormány gazdasági kabinetjében is részt vett. (1994-ben a minisztérium hatásköreit elosztották.) 1992-ben a Magyar Demokrata Fórum (MDF) színeiben országgyűlési képviselőjelölt. Az 1994-es országgyűlési választáson az MDF Baranya megyei területi listájáról szerzett országgyűlési mandátumot. A költségvetési és pénzügyi bizottság elnökévé választották. 1996-ban lépett be a pártba. A Magyar Demokrata Néppárt kiválása után az MDF-frakció egyik helyettes vezetője lett. Az 1998-as országgyűlési választáson nem szerzett mandátumot.
1998 és 1999 között a Magyar Export-Import Bank Rt. elnöke volt. 1999 és 2003 között ellátta Magyarország állandó OECD-képviseletének vezetését. Szintén 1999-ben választották meg a Magyar Nemzeti Bank (MNB) Jegybanktanácsának tagjává, majd az MNB-törvény módosítása után megalakult Monetáris Tanács tagja lett. A tanácsnak 2008-ig volt tagja.
1990-ben megválasztották a Magyar Közgazdasági Társaság egyik alelnökének, 2002-ben a társaság elnökévé választották. 2008-ban távozott a szervezet éléről, utódja Kovács Árpád, az Állami Számvevőszék elnöke lett. Ekkor megválasztották az MKT örökös tiszteletbeli elnökévé.

## Munkássága
Kutatási területe a gazdasági és iparfejlődés, a nemzetközi munkamegosztás és a nemzetközi kapcsolatok. Foglalkozott az összehasonlító gazdaságpolitikával, a történelmileg megkésett modernizáció problémáival és a gazdasági növekedési folyamatokkal is.
A fejlődéstörténeti örökség, az ország területi nagysága, a szerkezeti adottságok és a külgazdasági kötődések szerepét vizsgálja a fejlesztési stratégiák kialakításában és a gazdaságpolitika megfelelő alkalmazásában. Emellett összehasonlító módon elemezte a fejlődési utakhoz kapcsolódó sajátosságokat és tanulságokat.
1967-ben nagy figyelmet keltett a fejlődés külső állapotának és feltételeinek változásával nem számoló, tehát befelé forduló gazdasági növekedés korlátait elemző kutatása. Hasonlóan figyelemfelkeltő volt 1979-ben a világgazdaságban kibontakozó tartós hatású szerkezeti változásokat felártó kutatása is.
Több mint négyszáz tudományos közlemény szerzője, társszerzője, amelyek közül több mint száz idegen nyelven jelent meg.

## Családja
Édesapja elemi iskolai igazgató, édesanyja háztartásbeli volt. 1970-ben vette feleségül Derzső Patríciát, aki 1999-ben elhunyt. Házasságukból egy fiúgyermek (Béla) született.

## Díjai, elismerései
- Akadémiai Díj (1985)[1]
- Szociális Piacgazdaságért Díjat (1993, Német Gazdaságpolitikai Klub)[1]
- a San Marcos Egyetem díszdoktora (1993)
- a Budapesti Közgazdaságtudományi Egyetem díszdoktora (1999)
- A Magyar Köztársasági Érdemrend középkeresztje a csillaggal (2004)[1]
- a Miskolci Egyetem díszdoktora (2007)
- Pro Renovanda Cultura Hungariae (2009)
- A Magyar Közgazdasági Társaság Életműdíja (2009)
- Húszéves a Köztársaság díj (2009)[2]
- A Pécsi Tudományegyetem díszdoktora (2012)
- Széchenyi-díj (2019)

## Főbb publikációi
- Gazdaságfejlődés és nemzetközi munkamegosztás a fejlődő országokban (1967)
- Gazdaságfejlődés és nemzetközi munkamegosztás (kandidátusi értekezés, 1970)
- Kis országok a világgazdaságban (1970) (angolul, spanyolul is)
- A fejlődő országok. Jegyzet a Magyar Szocialista Munkáspárt Marxizmus-Leninizmus esti egyetemek Nemzetközi Munkásmozgalom Története szakosító tanf. hallg. részére. 2. évf.; szerk. Kádár Béla, Kerekes György; Kossuth, Bp., 1971
- Latin-Amerika növekedési dilemmái (1977, angolul 1980)
- Szerkezeti változások a világgazdaságban; Közgazdasági és Jogi, Bp., 1979
- Structural Changes in the World Economy (1979)
- Szerkezeti átalakulás a világgazdaságban (akadémiai doktori értekezés, 1980) (angolul is)
- Economic and technological development and strategic thinking in the eighties; Hungarian Scientific Council for World Economy, Bp., 1982 (Trends in world economy)
- A nemzetközi iparfejlődés és munkamegosztás új irányzatai (1984)
- Magyar külgazdasági stratégia a nyolcvanas években (1987)
- Szemben az árral (1996)
- Csaba László–Kádár Béla–Práger László: Három tanulmány az EU-csatlakozás makrogazdasági és stratégiai összefüggéseiről; ISM, Bp., 1999 (Európai tükör. Műhelytanulmányok)
- Globalizálódás és kisországi stratégia; Székfoglalók a Magyar Tudományos Akadémián. (2005)
- Deficitjeink; Székfoglalók a Magyar Tudományos Akadémián. (2014)